# 近紅外線照相機和多目標分光儀
近紅外線照相機和多目標分光儀（英語：NICMOS, Near Infrared Camera and Multi-Object Spectrometer）是在1997至1999年和2002年迄今，仍在哈伯太空望遠鏡（HST）上使用於紅外線天文學的科學儀器。
NICMOS是由亞利桑那大學史都華天文台的NICMOS設計小組規劃和設計的儀器，由貝爾航太集團製造的影像和光譜儀，讓HST能觀察波長從0.8至2.4微米的紅外線，以獲得影像和無狹縫光譜。NICMOS擁有三個近紅外線的頻道來獲得高解析（～0.1弧秒）、日冕儀和偏振光的影像，和視野為11、19、和52弧秒平方的無狹縫光譜，每個光學頻道的都有襯以天藍色基底的256 X 256像素Hg0.554Cd0.446Te紅外線檢測器，以四個獨立的四分之一大小的 128 X128 像素輸出。
NICMOS是在1997年第二次維修任務時與太空望遠鏡影像攝譜儀（STIS）一起安裝的儀器，用來取代兩架早期的儀器。
當量測紅外線時，儀器本身必須冷卻並保持低溫，以避免儀器自身的熱發射出紅外線，NICMOS有一個裝填著固態氮的冰塊，以維持低溫的杜瓦瓶，使探測器冷卻至大約61K，光學濾光器維持約105K。在1997年安裝時杜瓦瓶內有104公斤（230磅）的固態氮，但是在1997年3月4日一次熱量短時間的上升，仍在儀器保固時間之內，使杜瓦瓶儲存的氮氣在預期的1999年1月之前就被耗盡。在2002年3B的維護任務中，哈伯重新安裝了以氖氣循環的冷卻系統，使NICMOS得以繼續工作，且迄今仍在運轉中。

## 外部連結
- NICMOS at ESA/Hubble （页面存档备份，存于）
- Images taken with NICMOS at ESA/Hubble （页面存档备份，存于）